# Polykarp I.
Polykarp I. († 89 in Byzantion) war Bischof von Byzantion.
Er wurde im Jahr 71, drei Jahre nach dem Tod seines Vorgängers Onesimus, zum Bischof gewählt und blieb 18 Jahre, bis zu seinem Tod, im Amt.
Die letzten acht Jahre seiner Amtszeit standen unter dem Zeichen der domitianischen Christenverfolgung.
Polykarp wurde, wie seine Vorgänger, in der Kirche von Argyroupolis begraben.